# 第六十三号駆潜艇
第六十三号駆潜艇（だいろくじゅうさんごうくせんてい）は、日本海軍の駆潜艇。普遍的には第28号型の34番艇、あるいは第60号型の3番艇とされているが、法令上は第13号型の49番艇。

## 艇歴
改⑤計画の駆潜艇、第5341号艦型の4番艇、仮称艦名第5344号艦として計画。1943年12月18日、新潟鐵工所新潟工場で起工。
1944年1月25日、第六十三号駆潜艇と命名されて第十四号型駆潜艇の44番艇に定められ、本籍を佐世保鎮守府と仮定。
1944年5月10日進水。6月2日、艤装員事務所が新潟鐵工所新潟工場内で事務を開始。6月30竣工し、艤装員事務所を撤去。同日付で本籍を佐世保鎮守府に、役務を佐世保鎮守府警備駆潜艇にそれぞれ定められ、呉防備戦隊に編入。基礎術力練成教育に従事。
8月7日、第一南遣艦隊第十特別根拠地隊に編入。8月15日、モタ23船団（10隻）に同行し門司発。途中、鹿児島と基隆で避泊し、22日高雄着。
9月5日、タマ25船団（11隻）を護衛し高雄発。12日、第三南遣艦隊が在マニラ船舶の退避勧告を出したため、14日船団はサンタクルスに避泊。本艇は高雄へ引き返し、18日にタマ26船団（10隻）を護衛し高雄発。22日、タマ25B船団がサンフェルナンド付近でアメリカ艦上機の攻撃を受けて損害を出したため、本艇はタマ26船団から分派されてタマ25B船団と合同し、同船団をマニラまで護衛した。
10月4日、マミ11船団（4隻）を竹と護衛しマニラ発。14日、ミリ着。19日にミリ発。23日、第十特別根拠地隊に編入されてから2ヵ月半を経てシンガポールに到着した。シンガポール到着後は整備補給を行い、28日サイゴンへ回航。以後、シンガポール、ペナン、ポートブレアで行動。
1945年2月1日から6日まで、第百一海軍工作部で入渠し修理を行う。9日、ヒ88F船団の護衛に協力することとなりシンガポール発。同船団をサンジャックまで護衛し、15日にシンガポールへ帰着。
3月26日、船団護衛中に小アンダマン島沖でイギリス艦隊と遭遇し、イギリス駆逐艦「ヴィラーゴ」ほかと交戦して被雷沈没した。5月10日、第六十三号駆潜艇は第十四号型駆潜艇から削除され、帝国駆潜艇籍から除かれた。

## 駆潜艇長
艤装員長
1. 奥田孝 大尉：1944年6月10日 - 1944年6月30日

駆潜艇長
1. 奥田孝 大尉/少佐：1944年6月30日 - 1945年3月26日 戦死、同日付任海軍中佐